# Peter de la Mare
Sir Peter de la Mare, né et mort à des dates incertaines, est un parlementaire anglais du XIVe siècle.

## Biographie
Il est probablement le fils de Sir Reynold de la Mare, un chevalier du Herefordshire. Il devient lui-même shérif de ce comté en 1374, et est également intendant d'Edmond Mortimer, 3e comte de March, un influent baron. C'est peut-être cette relation qui l'aide à être élu knight of the shire (député) du Herefordshire à la Chambre des communes du Parlement d'Angleterre en 1376. Ses pairs l'élisent ensuite à la présidence de l'assemblée,.
Le Parlement qu'il préside sera surnommé par la suite le « Bon Parlement », et siège d'avril à juillet. Peter de la Mare se montre entreprenant, amenant les députés à s'attaquer à la corruption de personnalités proches du roi Édouard III. La chambre prend notamment la décision de faire emprisonner William Latimer, 4e baron Latimer, Grand Chambellan du roi, et sépare le roi de sa maîtresse Alice Perrers. Peter de la Mare est populaire : des versets célèbrent ses actes. Le 6 juillet, toutefois, l'assemblée est dissoute, et en novembre Jean de Gand, duc de Lancastre et fils du roi, obtient que Peter de la Mare soit emprisonné. Les partisans de ce dernier tentent en vain d'obtenir sa libération de la part du « Mauvais Parlement » de 1377,.
La mort d'Édouard III et l'accession au trône de Richard II amène sa libération. Celle-ci est, d'après les chroniques, célébrée par des foules de Londoniens en liesse. Il est une nouvelle fois élu député du Herefordshire aux élections d'octobre 1377, puis à nouveau choisi par ses pairs pour présider la Chambre. Lors de sa première allocution, il appelle à ce qu'un conseil responsable soit institué pour gérer les affaires du royaume en la minorité du jeune roi, et que les lois du royaume soient désormais mieux respectées. Les députés le suivent, adoptant une pétition pour la mise en place d'un tel conseil, qui est effectivement institué,. 
Peter de la Mare cède bientôt la présidence de l'assemblée, mais est réélu encore cinq fois député, siégeant de 1380 à 1383. Il meurt à un âge avancé, sans descendance,.